# Mannheim Tornados
I Mannheim Tornados sono una squadra di baseball e softball tedesca con sede a Mannheim. È il club più antico del proprio Paese fra quelli ancora esistenti, nonché il più titolato, avendo vinto per 11 volte la Bundesliga, dove milita tuttora.

## Storia
La società fu fondata il 16 maggio 1975. Presto nei Tornados crebbero giovani talenti e la squadra vinse il primo campionato tedesco nel 1982. Furono poi detentori del titolo nazionale ininterrottamente dal 1984 al 1989. In campionato ebbero altri quattro successi negli anni novanta (l’ultimo nel 1997), periodo in cui vinsero anche le due coppe nazionali.
Negli anni seguenti giocarono spesso i play-off, ma soltanto nel 2008 tornarono in finale, persa per 3-2 contro il Regensburg Legionäre. Nella finale del 2009 invece furono sconfitti dall’Heidenheim Heideköpfe con lo stesso risultato. Dal 2011 al 2016 e nel 2018 giocarono i play-out, evitando in ogni occasione la retrocessione.

## Palmarès
- Campionati tedeschi: 11

1982, 1984, 1985, 1986, 1987, 1988, 1989, 1991, 1993, 1994, 1997
- Coppe di Germania: 2

1994, 1995